# Joseph Barker Stearns
Joseph Barker Stearns (* 28. Februar 1831 in Weld, Maine, USA; † 4. Juli 1895 in Camden, Maine) erfand das Duplex-System für die Telegrafie.

## Leben
Stearns kam als Sohn von Edward Ray Stearns und Eliza Tyler Barker in Weld, Maine zur Welt. Sein Vater ging nach Searsmont, er selbst nach Newburyport, wo er zunächst in einer Baumwollspinnerei tätig wurde. Er beschäftigte sich mit Telegrafie in Newburyport, Massachusetts und betrieb dort ein Telegrafen-Büro. Mit 24 Jahren wurde er Superintendent der Fire Alarm Telegraph Company in Boston.
1868 tätigte Stearns mehrere Erfindungen, die den Brandmeldetelegrafen betrafen. 1868 patentierte er das Duplex-System der Telegraphie. Von 1869 bis 1871 wurde Stearns Präsident der Franklin Telegraph Company. In diesen Jahren brachte er sein System zur Anwendung, welches in der Folge auf den französischen, englischen und belgischen Leitungen einsetzt wurde. Dieses System wurde später auf den Atlantik-Kabeln angewendet.
Schließlich verkaufte er seine Patentrechte an die Western Union Telegraph- und Kabelgesellschaft und andere Kabelgesellschaften, die eine Nutzungsgebühr zahlen mussten. Regierungen wie England, Frankreich, Italien, Spanien, Belgien und Russland sowie Indien und mehrere U-Boot-Kabel-Unternehmen wurden auf diese Weise mit diesem System vertraut.
Von 1879 bis 1880 arbeitete Stearns als Ingenieur der mexikanischen Telegraphen-Gesellschaft und arbeitete an der Herstellung und Verlegung sowie Inbetriebnahme der Leitungen zwischen Galveston, Texas und Veracruz, Mexiko.
1881 kam es zu einem neuen Einsatz in Mittel- und Südamerika für die dortigen Unternehmen. So wurde etwa die Leitung von der Landenge von Tehuantepec in Mexiko nach Callao, Peru, verlängert. Schließlich ging er 1885, mit nur 54 Jahren, in den Ruhestand, den er in Camden, Maine verbrachte. Dort beschäftigte er sich mit der Sammlung von Büchern für seine umfangreiche Bibliothek. Er sammelte außerdem Töpfereien der Chiriquí, die im Smithsonian Institute von Washington, D.C. ausgestellt wurden.

## Privatleben
Joseph Barker Stearns hatte acht Kinder. Er heiratete 1853. Seine erste Ehefrau war Lois M. Brooks aus Putney, Vermont (* 4. Juni 1827; † 29. Juli 1861). In zweiter Ehe war er mit Frances Amanda Edmonds (* 16. Januar 1838) aus Portsmouth, New Hampshire. Die Trauung fand am 6. Juni 1866 statt.

## Auszeichnungen
Stearns erhielt 1872 die Ehrenmedaille des American Institute of New York für die Erfindung des Telegraphen-Duplex.